# サンジェルマン (製パン)
株式会社サンジェルマン（英: Saint-Germain Co.,Ltd）は、神奈川県横浜市港北区に本社および登記上の本店を置き、ベーカリー・カフェを運営する日本の企業。クリエイト・レストランツ・ホールディングスの完全子会社である。

## 概要
元は東急百貨店の子会社として設立された経緯から、かつては東急グループに属していた。現在でも東急百貨店や東急ストアなど東急グループの商業施設内に多くの店舗を有する。
1990年代後半から2000年代初頭にかけて、バブル崩壊による苦境を脱するためリストラを加速させていた東急グループと、事業多角化で食料品部門を強化していたJT（日本たばこ産業）との間で思惑が一致し、サンジェルマンの経営権が東急百貨店からJTに売却された。
しかし、そのJTも食料品事業の再編を行うこととなり、2022年12月にクリエイト・レストランツ・ホールディングスへ売却することを同年9月15日にJTが発表した。
神奈川県川崎市高津区二子1丁目-17-1に多摩川本社工場があったが、横浜市港北区新羽町688の横浜工場へ本社とも移転した。工場直売店「ブレッドボックス」もあり、多摩川工場移転後も二子新地店としてアウトレットショップのみ残っている。

### 子会社
- 株式会社北海道サンジェルマン - 北海道札幌市西区発寒8条11丁目2-43[7]

## 沿革

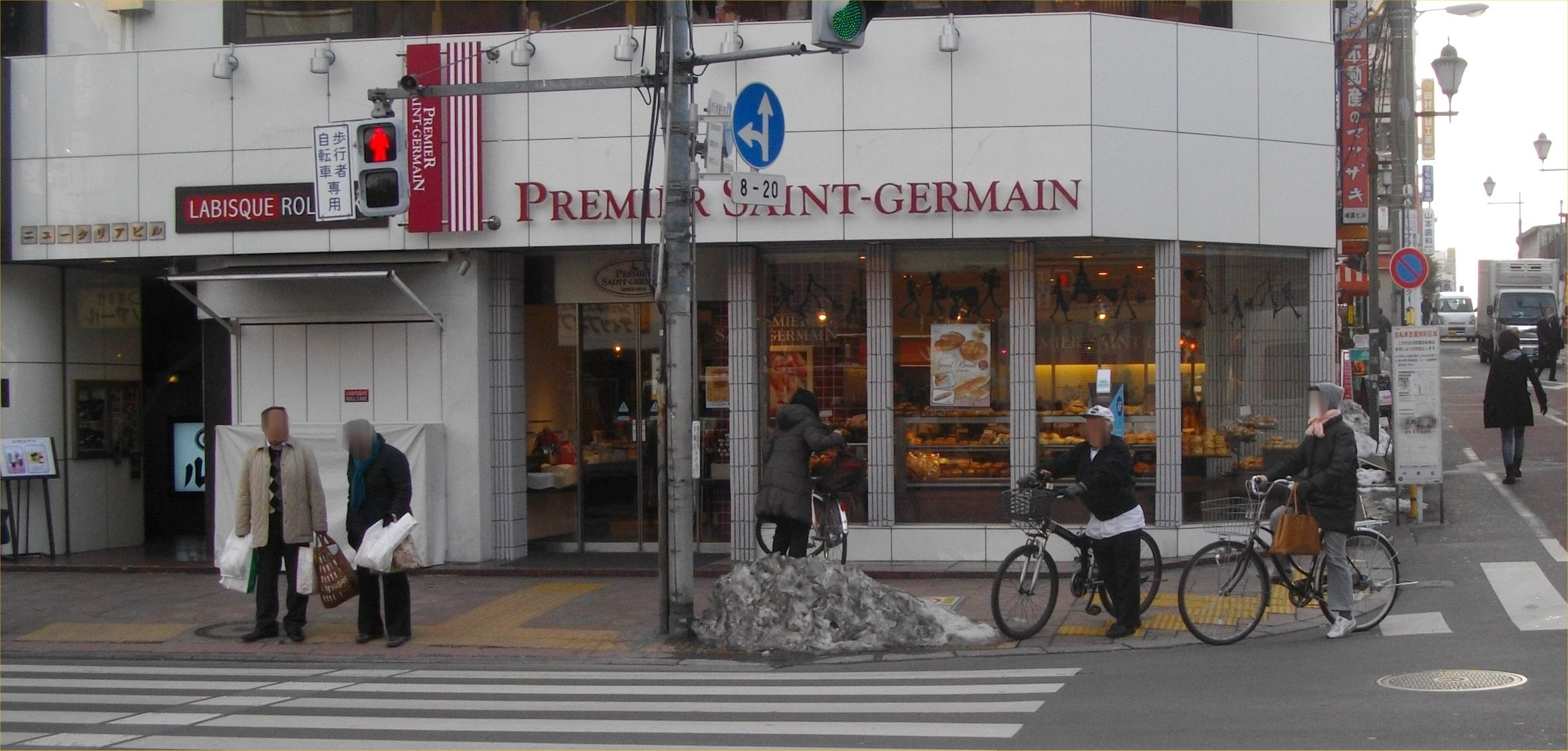
プルミエ サンジェルマン中野店

- 1934年（昭和9年）10月 - 東急百貨店の製菓工場として、現在の東京都目黒区上目黒で創業[3]。
- 1948年9月22日 - 東急百貨店から独立、東横食品工業株式会社を設立[3]。
- 1964年5月 - 上目黒工場と北品川工場を統合、川崎市高津区に多摩川工場を新設[3]。
- 1970年10月 - 東急百貨店本店にサンジェルマン1号店を出店。
- 1979年8月 - 東横食品工業が、東急グループの食品メーカー2社（中央食品株式会社、東横食堂株式会社）と合併し東急フーズとなり、ベーカリー・精肉・レストランの3事業部となる[3]。
- 1980年12月 - 多摩川工場の増築工事が完成[3]。
- 1990年8月 - フランスの老舗カフェ「ドゥ・マゴ」との提携により、東急百貨店本店にドゥマゴ1号店[8]を出店。
- 1993年10月 - フラマンドール1号店を世田谷区に出店[3]。
- 1994年
  - 5月27日 - 再び分社化、株式会社サンジェルマン設立[1][3]。
  - 9月 - 東急フーズを事業部ごとに分社化、ベーカリー事業を譲受[3]。
- 2002年5月 - 日本たばこ産業が全株式を取得、完全子会社となる[3]。
- 2003年8月 - プルミエ サンジェルマン1号店を中野区に出店[3]。
- 2004年6月 - 株式会社ニチロベイカーズの事業を譲受、北海道事業部とする[3]。
- 2005年9月 - タンドレス1号店を横浜市に出店[3]。
- 2006年12月 - 北海道事業部を分社化、株式会社北海道サンジェルマンを設立[3]。
- 2008年7月 - 日本たばこ産業の事業再編に伴い、JTグループの加ト吉が全株式を取得して、完全子会社とする[9]。
- 2011年11月22日 - 多摩川本社工場を閉鎖、横浜工場（現本社所在地）へ移転[5]。
- 2014年4月 - テーブルマークの持株会社化に伴い、テーブルマークホールディングスの完全子会社となる[3]。
- 2019年3月 - JTの組織再編に伴い、再びJTの完全子会社となる[3]。
- 2022年12月 - クリエイト・レストランツ・ホールディングスがサンジェルマンおよび子会社の北海道サンジェルマンを買収、買収金額は23億4,000万円[4][10]。

## 店舗ブランド
- サンジェルマン - メインブランド
- ドゥマゴ
- プルミエ サンジェルマン - スペシャルティブランド。百貨店などに出店
- フラマンドール - 駅構内・駅ビルに出店
- タンドレス

### 過去のブランド
- プチサンジェルマン - 小型店舗だがイートインスペースもあった[6]。
- マコーレ - ベーカリーカフェ。ロゴなどがサンマルクカフェに似ていた[6]。
- メゾンカイザー[6]

### 北海道サンジェルマン
子会社の北海道サンジェルマンで開する店舗ブランド。
- レフボン - メインブランド
- サンヴァリエ - 100円均一の低価格店舗
- 小樽サンジェルマン - JR小樽駅構内のレトロ調店舗

## その他
- テレビドラマ『どっこい大作』に同名同業種の企業が登場する（関係性は不明）。